# Євробаліза

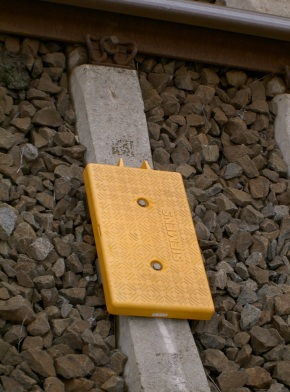
Євробаліза Siemens в Німеччині

Євробаліза (англ. Eurobalise) — це особливий вид балізи, встановлений між рейками залізниці. Євробалізи є частиною Європейської системи керування поїздами (ETCS). Балізи попередньо запрограмовані та містять інформацію, яку зчитують антени поїздів. Одна з їхніх багатьох функцій — дозволити поїзду визначати своє місцезнаходження.

## Огляд
Баліза зазвичай не потребує джерела живлення. У відповідь на енергію радіо випромінювання, яку транслює модуль передачі баліз (BTM), встановлений під поїздом, що проїжджає, баліза передає інформацію поїзду ( висхідна лінія звʼязку ). Положення щодо отримання євробалізами інформації з поїзда ( низхідна лінія зв’язку ) було видалено зі специфікації. Швидкість передачі достатня для передачі щонайменше трьох копій «телеграми», яку повинен отримати поїзд, що рухається з будь-якою швидкістю меншою за 500 км/год.

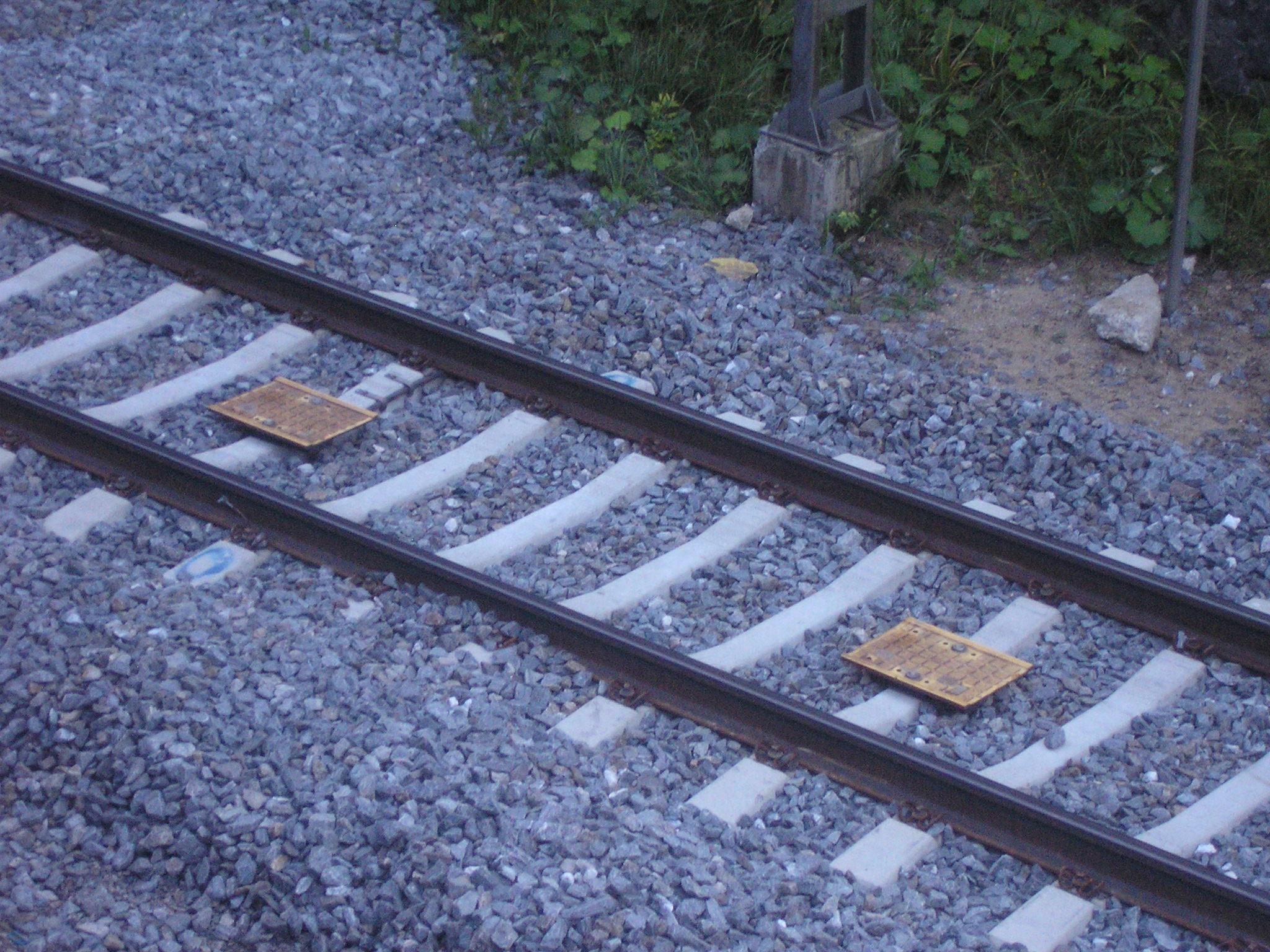
Балізи на залізниці Орівесі– Ювяскюля в Муураме, Фінляндія

Євробалізи зазвичай розміщують попарно на двох шпалах у центрі колії. Для ETCS вони зазвичай розташовані на відстані трьох метрів один від одного. Якщо балізи пронумеровані, поїзд знатиме, чи рухається він у номінальному (1→2) чи зворотному напрямку (2→1). Окремі балізи ставлять лише тоді, коли вони пов’язані з попередньою групою баліз або коли їх функція звужена до забезпечення лише точного положення. У групі баліз може бути до 8 баліз.
Балізи розрізняються за типами як балізи з фіксованими даними, що передають однакові дані кожному потягу, або балізи з прозорими даними, ті що перемикаються чи керовані, що передають змінні дані. (Зауважте, що слово «фіксований» стосується інформації, яку передає баліза, а не її фізичне розташування; усі балізи є нерухомими.).

### Баліз із фіксованими даними
Баліза з фіксованими даними запрограмована на передачу однакових даних кожному поїзду. Інформація, що передається фіксованою балізою, зазвичай включає: розташування балізи; геометрію лінії, наприклад криві та градієнти; і будь-які обмеження швидкості. Програмування виконується за допомогою бездротового програматора. Таким чином, фіксована баліза може сповістити поїзд про його точне місцезнаходження та відстань до наступного сигналу, а також може попередити про будь-які постійні обмеження швидкості.

### Баліза з прозорими даними

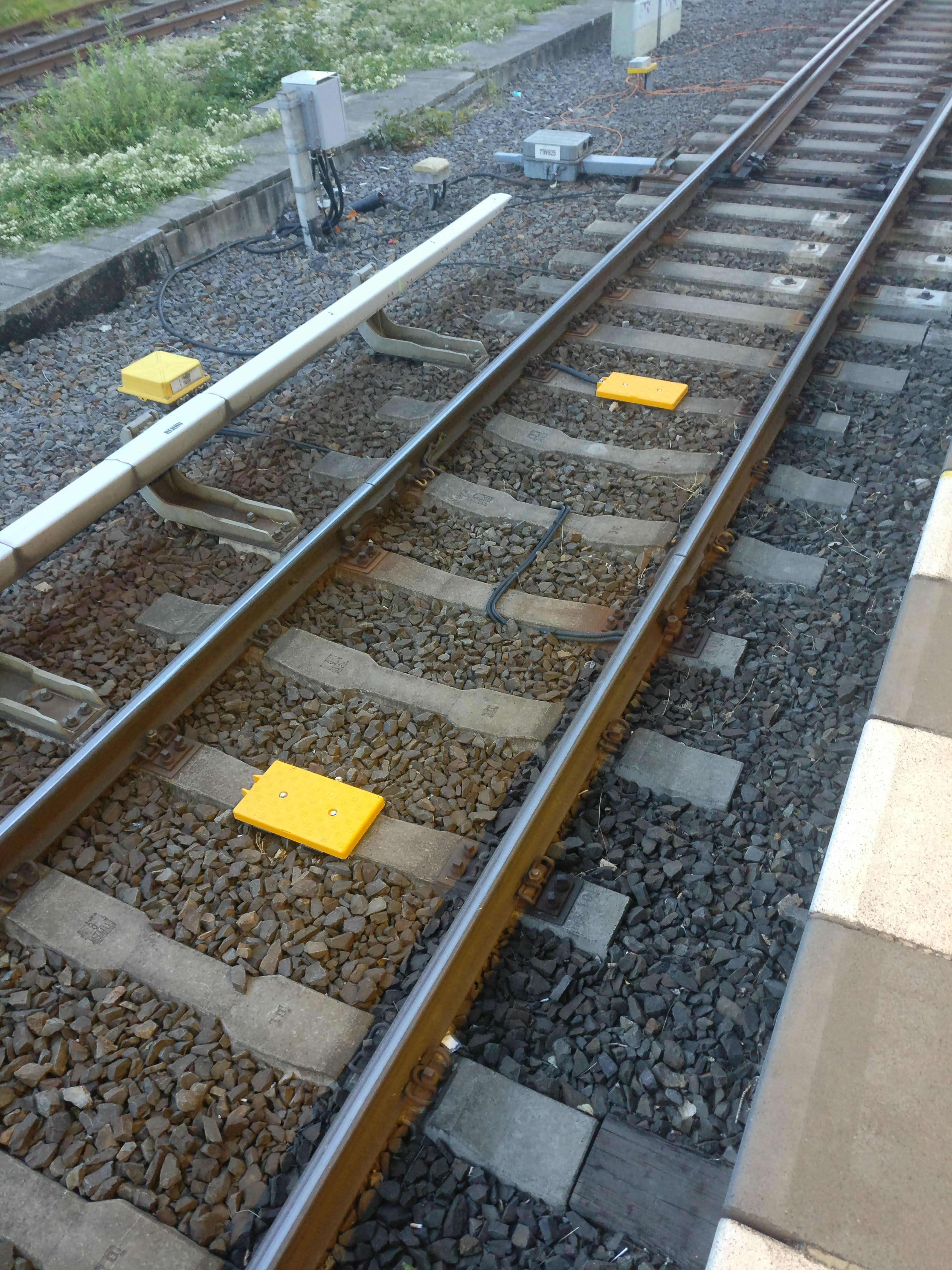
Дві євробалізи, верхня — баліза з прозорими данними (з кабелем до електронного блоку збоку лінії, сіра коробка на стовпі), нижня — баліза з фіксованими даними

Баліза з прозорими даними підключена до лінійного електронного блоку (LEU), який передає динамічні дані до поїзда, такі як індикація сигналу та тимчасові обмеження швидкості. Балізи, що є частиною системи сигналізації ETCS рівня 1 використовують цю можливість. LEU інтегрується зі звичайною (національною) системою сигналізації шляхом підключення до залізничного сигналу біля лінії або до диспетчерської вежі сигналізації. Національною системою сигналізації в Україні що виконує подібну функцію є система АЛС.

### Euroloop
Баліза передає телеграми на певному місці. Щоб забезпечити безперервну передачу, телеграми можуть надсилатися по негерметичному фідерному кабелю довжиною до 1000 метрів. Кабель Euroloop завжди підключається за допомогою балізи на кінці, яка служить маркером кінця петлі (EOLM). Структура телеграми така ж, як і для балізи, до якої вона підключена. Спочатку Euroloop використовував ту саму частоту, що й євробалізи, але це було змінено в специфікації 2.0.1 у вересні 2004 року. Euroloops використовувалися в Швейцарії, яка завершила зміни в липні 2010 року.

## Модуляція
Низхідна лінія використовує амплітудну модуляцію на 27.095 частота МГц. Ця частота використовується для живлення пасивних баліз (це проміжний канал 11А в CB радіо).
Висхідна лінія використовує частотну маніпуляцію з 3,951 МГц для логічного «0» і 4,516 МГц для логічної «1». Швидкість передачі даних 564,48 кбіт/с якої достатньо, щоб передати три копії телеграми поїзду, що проходить зі швидкістю 500 км/год. 
Частоту Euroloop перемістили в центр 13,54750 МГц (рівно половина частоти потужності Eurobalise). 
На практиці BTM вимагає 65 Вт для живлення євробалізи і отримання телеграм із з передаючим пристроєм BTM встановленим на візку на відстані 21 сантиметр (8,3 дюйм) над верхньою частиною рейки. 

## Кодування
Кожна пара баліз зазвичай складається з балізи, що перемикається, і фіксованої балізи. Баліза передає «телеграму» 1023 біт (93*11) або 341 біт (31*11) у канальному кодуванні з 11 бітами на символ. Блок даних користувача розділяється на 10-бітні користувацькі символи перед операцією перемішування та формування — ефективне корисне навантаження сигнальної інформації становить 830 біт (83*10) для довгої телеграми та 210 біт (21*10) для короткої телеграми. Остаточна телеграма складається з:
- формованих данних (913 біт або 231 біт), що містять корисне навантаження (830 або 210 біт)
- контрольних бітів (Cb, 3 біти)
- бітів перемішування (Sb, 12 біт)
- додаткових формуючих бітів (Esb, 10 біт)
- контрольної суми (CheckBits, 85 біт)

Телеграма передається циклічно, коли поїзд проходить над балізою. Щоб уникнути помилок передачі, корисне навантаження перемішується (уникаючи пакетних помилок), замінюється символьним кодом іншої відстані Хеммінга, а для перевірки дійсності додається контрольна сума. Оскільки контрольна сума обчислюється після заміни символу, телеграма містить додаткові біти формування, щоб дозволити заповнити отримані біти контрольної суми таким чином, щоб у телеграмі були лише дійсні символи вибраного коду каналу, де кожен символ має 11 бітів.
Дані корисного навантаження складаються із заголовка, за яким слідує кілька пакетів, визначених у протоколах ERTMS. Типові пакети:
- Пакет 5 — Суміжність
- Пакет 12 — Повноваження щодо руху
- Пакет 21 — Градієнтний профіль
- Пакет 27 — Міжнародний статичний профіль швидкості
- Пакет 255 — Кінець інформації

Багато додатків включають додаткові пакети, такі як Пакет 3 — Значення національної системи, Пакет 41 — Порядок переходу рівня та Пакет 136 — Посилання на місце розташування. Якщо максимальна довжина телеграми в 830 біт досягнута, тоді більше пакетів можна надіслати в наступні балізи тієї самої групи баліз. Якщо в групі баліз є до 8 баліз, максимальне повідомлення ERTMS на групу баліз може охоплювати 8 * 830 = 6640 біт ( зауважте, що кожна телеграма повинна містити заголовок і кінцевий пакет 255). Стаціонарна баліза передає стабільне повідомлення, яке зазвичай може містити інформацію про зв’язок, профіль градієнта та профіль швидкості. Вона також може містити інформацію про шлях, наприклад дані про придатність маршруту для різних типів поїздів і обмеження навантаження на вісь.
Майже всі типи пакетів містять параметр, який позначає, чи є його інформація актуальною для «номінального» чи «зворотного» напрямку (або обох). Якщо поїзд бачить балізу 1 перед балізою 2, то він проходить над групою в номінальному напрямку. Отже, деякі пакети можуть бути відкинуті прикладним програмним забезпеченням одержувача, якщо вони не призначені для відповідного напрямку. Блок заголовка ERTMS із 50 біт містить версію ETCS, поточну кількість і загальну кількість баліз у групі баліз (до 8 баліз), позначку, чи є це копія (до 4 копій), що збільшує шанси для одержувача щоб побачити телеграму балізи в групі, серійний номер, який вказує, чи повідомлення змінювалося останнім часом, 10-бітний ідентифікатор країни разом із 14-бітним ідентифікатором групи баліз, що дозволяє отримати унікальний ідентифікатор кожної групи баліз. Інформація про суміжність інформує про відстань до наступної групи баліз (один пакет суміжності на напрямок) і необхідну реакцію поїзда, якщо наступна група баліз пропущена (наприклад, зупинка поїзда). Пакет повноважень руху визначає максимальну швидкість, яку можна використовувати для даної максимальної відстані та максимального часу — нульове значення максимальної швидкості змусить поїзд зупинитися. Профіль градієнта може мати змінну довжину на основі пар довжини ділянки (скаляр і число в метричній системі) і градієнта ділянки (знак підйому/спуску та число в %). Подібним чином міжнародний статичний профіль швидкості надається у вигляді змінної кількості частин секції, причому кожна частина позначає довжину секції (число в метрах — розмірність вказується лише один раз на початку пакета для всіх ділянок), максимальна швидкість (число * 5 км/год — дозволені числа 0-120, тобто деякі запасні значення пропущені) і показчик, чи обмеження швидкості стосується передньої чи задньої частини поїзда (можливо, враховуючи затримку). Кінцевий пакет містить лише свій ідентифікатор пакета без параметрів, де 255 дорівнює стану всіх бітів, установлених у 8-бітовому полі ідентифікатора пакета (11111111). 

## Виробництво
Історія ETCS ознаменувалася створенням UNISIG (Союз сигнальної промисловості) у 1998 році для сприяння розвитку системи. Членами-засновниками були Alstom, Ansaldo, Bombardier, Invensys, Siemens і Thales. Створення групи дозволило різним компаніям виготовляти сумісні євробалізи; Хоча балізи можуть відрізнятися в деталях, вони виготовляються відповідно до однакових стандартів. Основні виробники євробаліз належать до групи із семи фірм ( Alstom, Ansaldo STS, Bombardier, Invensys, Siemens, Sigma-Digitek, Thales ) членів федерації залізничних постачальників UNIFE. Ця група співпрацювала в розробці специфікацій для євробаліз. Технічні характеристики євробаліз регулюються Європейським залізничним агентством.

## Використання
Євробалізи використовуються не тільки в системі захисту поїздів ETCS/ERTMS. Існують альтернативні реалізації, які використовують структуру телеграми для кодування лише деяких типів пакетів і додавання додаткової конкретної інформації. Потяги ETCS можуть декодувати телеграми, можливо, перекладаючи їх, як будь-яку іншу сигнальну інформацію класу B. Також можливо, що баліз передає телеграми для різних систем, що дозволяє здійснити перехідний етап від одного варіанту до іншого, як зазвичай використовується під час переходу від національної системи захисту поїзда до ETCS.
На базі євробаліз створені такі системи автоматичного захисту поїздів:
- ETCS — загальноєвропейська система захисту поїздів
- Китайська система керування поїздами версії CTCS-2 і CTCS-3, що використовується на високошвидкісних залізничних лініях у Китаї
- EuroSignum[de] — варіант попередньої швейцарської системи захисту поїздів Integra-Signum
- EuroZub[de] — варіант ранньої швейцарської системи захисту поїзда ZUB 121
- SCMT — італійська система захисту поїздів
- TBL 1+ — система захисту поїздів, яка використовується в Бельгії
- GNT — система керування перекидними поїздами в Німеччині
- ZBS — нова система швидкого контролю для S-Bahn Berlin
- ZSI-127 — покращена система захисту для вузькоколійних залізниць у Швейцарії, побудована на апаратному забезпеченні ETCS

Євробалізи також використовувалися в Німеччині для передачі інструкцій щодо нахилу кривих для поїздів що нахиляються, зберігаючи традиційну систему захисту поїздів. Оригінальний GNT ( Geschwindigkeitsüberwachung Neigetechnik ) від Siemens використовував спеціальні сполучні котушки в 1992 році (ZUB 122), а в 2005 році він був переведений на євробалізи (ZUB 262). До серії Baseline 3 ETCS додано додаткові типи пакетів телеграм для поїздів що нахиляються.

## Історія
Прямим попередником євробаліз є балізи системи захисту поїздів Ebicab. Система Ebicab була розроблена в Швеції (і Норвегії) LMEricson і SRT. Система Ebicab була розроблена після аварії в Норвегії в 1975 році (Tretten). Випробування почалися в 1979 році, а в Норвегії перша лінія, повністю обладнана системою, запрацювала в 1983 році. Адаптацією системи Ebicab у Франції є система KVB. Вона була розроблена після аварії в 1985 році і була розгорнута на початку 1990-х років на французьких лініях. Однак назва маяків: «баліза» використовувалася в системі Ebicab з кінця 1970-х років.
Приблизно в той же час виникла ідея розробити загальну систему захисту поїздів для Європи, що сформувало 91/440/EEC від 29 липня 1991 року. З 1993 року існує організаційна основа для публікації стандартів TSI. Це дозволило створити перші проекти нової технології, і з 1996 року елементи тестувалися шістьма залізничними операторами, які приєдналися до групи користувачів ERTMS.

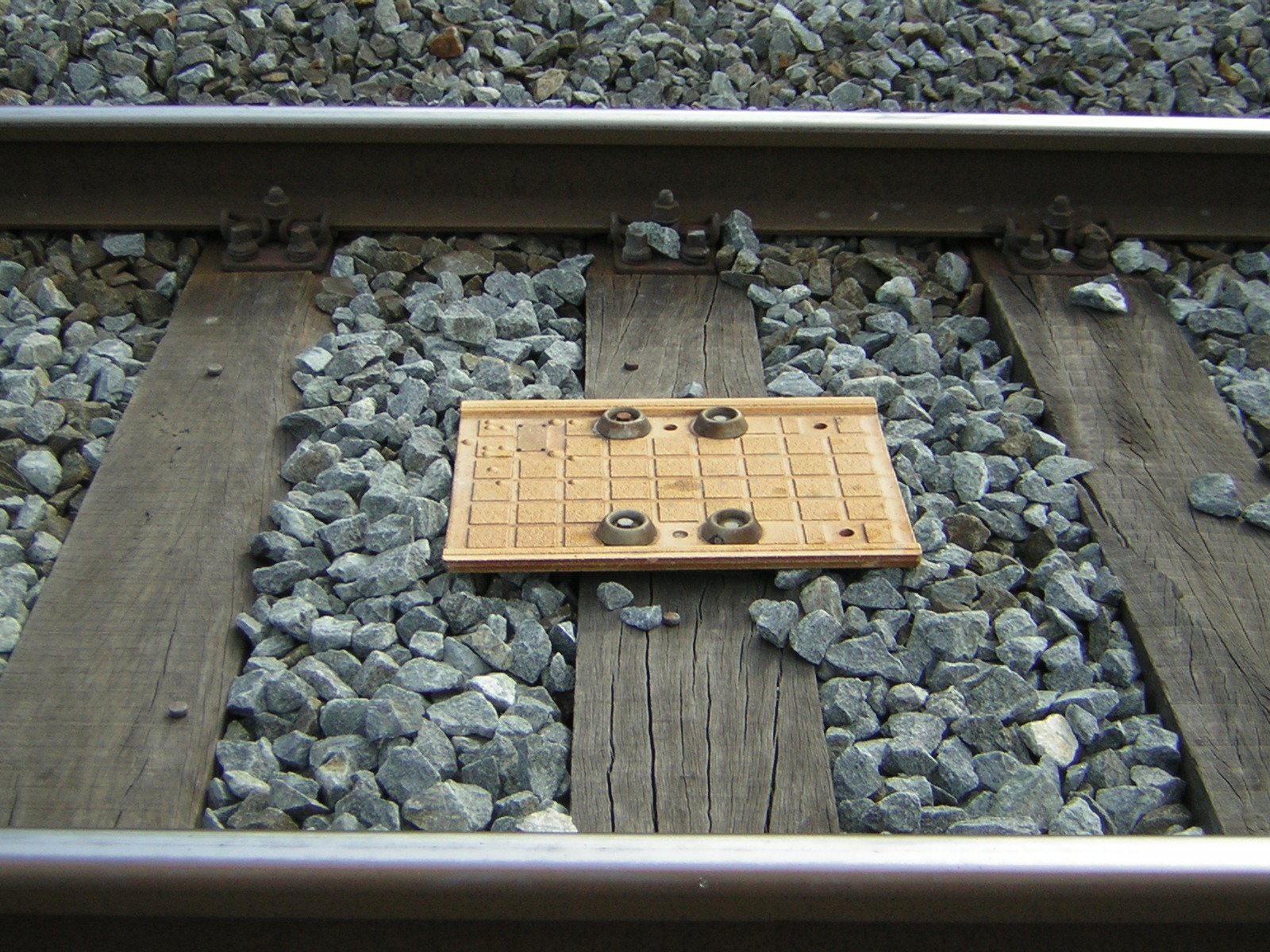
Баліза EBICAB у Середземноморському коридорі

Технологія Ebicab вже використовувала 27 МГц несучої частоти, а також розміщення маяків у центрі доріжки. За допомогою Ebicab одна баліза могла передати лише 12 біт, але це дозволяло використовувати від 2 до 5 баліз у групі баліз, що забезпечувало від 24 до 80 біт інформації сигналізації. Більшість патентів на це кодування належить GEC Alsthom. Потім компанія ABB збільшила розмір телеграми з 12 біт у EBICAB 700 до 180 біт у EBICAB 900 (після кодування 255 біт), що було використано на Середземноморському коридорі в Іспанії. У той час Ansaldo вибрав тип баліз для цифрового етапу еволюції італійської SCMT, ставши також другим постачальником цього типу баліз для інших залізниць. Ці типи баліз пізніше отримали загальну назву балізи KER через їх використання в KVB, Ebicab і RSDD (Ripetizione Segnali Discontinua Digitale). 

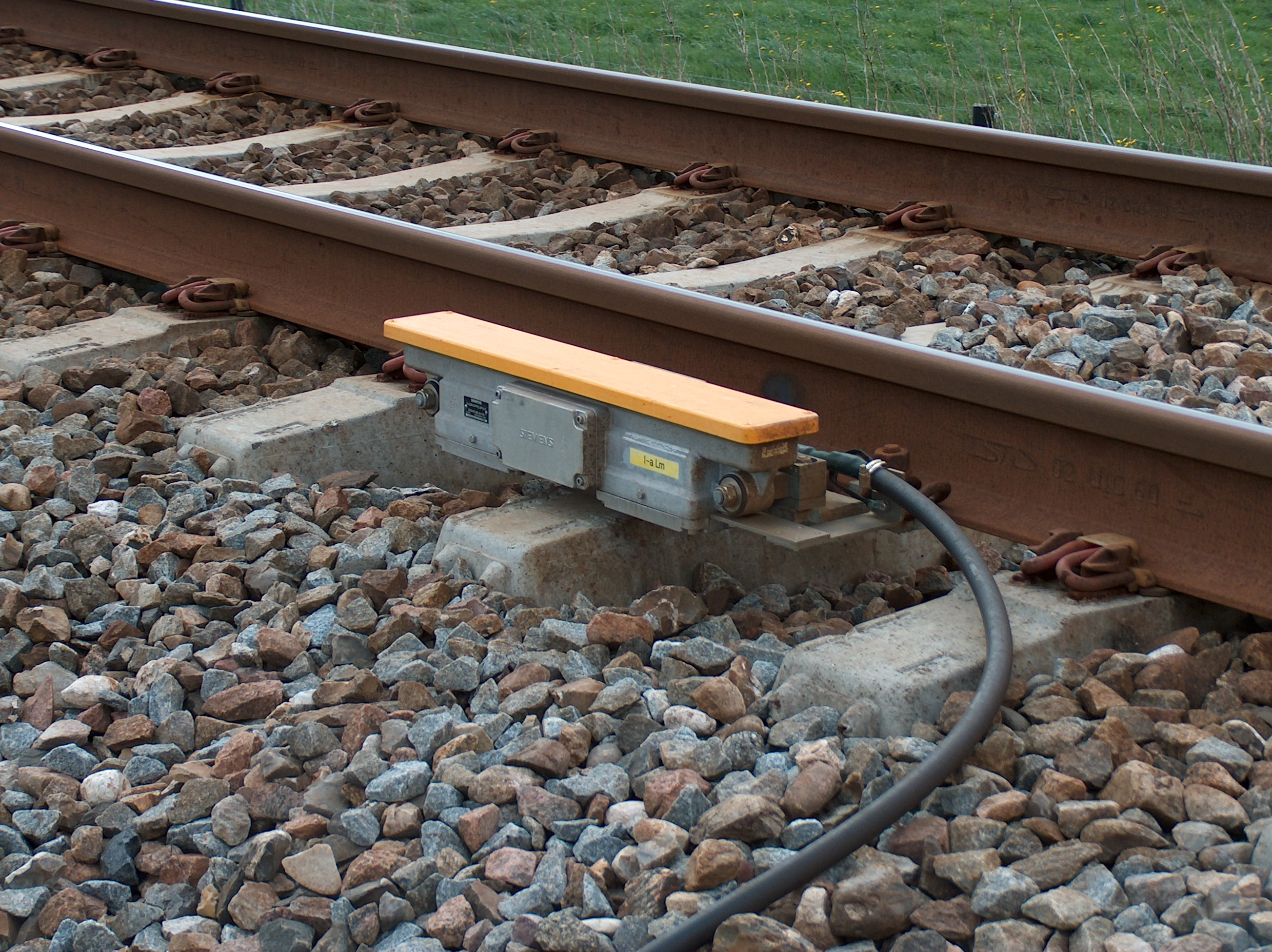
Котушка зʼєднання ZUB 123

Ще одним джерелом для цієї технології є сімейство Siemens ZUB 100, де вони використовували з’єднувальні котушки збоку колій, щоб посилити існуючу систему захисту поїзда додатковою сигналізацією. Перший радіомаяк ZUB 111 дозволяв лише 21 стан (з використанням 2 із 7 частот). Наступник ZUB 122 перейшов на цифрову телеграму, модульовану на несучій частоті 850 кГц. Останній вперше був використаний в ZUB 121 для Швейцарії з 1992 року та ZUB 123 для Данії з 1992 року. Типи телеграм цих систем сумісні зі специфікацією ORE A46 для німецьких телеграм LZB (приблизно 83 біти).
У 1992 році компанія Siemens опублікувала звіт про переваги технології баліз для залізничних перевезень, а восени 1995 року вони поставили прототипи євробаліз типу S21 від Siemens. ABB, Alsthom і Ansaldo також долучились до розробки, і балізи S21 разом з іншими прототипами євробаліз були випробувані з липня по жовтень 1996 року на залізничному випробувальному полі Велім і в випробувальній лабораторії австрійських залізниць (Forschungs- und Prüfzentrum Arsenal). 
Євробалізи FFFIS (специфікація функціонального інтерфейсу відповідності форми) була представлена в діапазоні специфікацій ERMTS як SUBSET-036. Його передмова описує специфікацію, яка базується на результатах консорціуму EUROSIG (ACEC Transport, Adtranz Signal, Alcatel SEL, GE C Alsthom Transport, Ansaldo Trasporti, CSEE Transport, SASIB Railway, Siemens і Westinghouse Signal) яка отримала фінансову підтримку Європейської Комісії. EUROSIG сформувався після початкового проекту Eurobalise/Euroloop 92/94, що еволюціонувала до фактичного проекту ERTMS/EUROSIG 95/98, який підтримується паралельним проектом EMSET 96/00 (тестування специфікації Eurocab). 
Коли проект EUROSIG завершився, ETCS ще не була готова до реального використання. Таким чином, у 1998 році було створено UNISIG (Союз сигнальної промисловості), включаючи Alstom, Ansaldo, Siemens, Bombardier, Invensys і Thales, які мали взяти на себе остаточну розробку стандарту. Перша базова специфікація була перевірена шістьма залізницями з 1999 року в рамках Європейської системи управління залізничним рухом Залізничні компанії визначили деякі розширені вимоги, які були додані до ETCS, включаючи типи пакетів телеграм для RBC-Handover та інформацію про профіль колії — кінцева специфікація класу 1 версії 2.0.0 ETCS була опублікована у квітні 2000 року.